# Ranee Campen
Ranee Campen (tiếng Thái: ราณี แคมเปน; sinh ngày 24 tháng 12 năm 1989), nghệ danh Bella, là một nữ diễn viên người Thái Lan gốc Anh. Cô được biết đến qua các vai diễn trong Trò đùa của thượng đế (2013), Bác sĩ Puttipat (2013), Lửa tình Chimplee (2014), Cô vợ mẫu mực (2016), Ngọn lửa đức hạnh (2017), Ngược dòng thời gian để yêu anh (2018), Lồng nghiệp chướng (2019)...

## Tiểu sử và học vấn
Bella sinh ngày 24 tháng 12 năm 1989 (Phật Lịch 2532) tại Băng Cốc, Thái Lan. Cô có bố người Anh là Arnold Campen, mẹ người Thái là Pranee Campen và là con một trong gia đình.
Bella tốt nghiệp trường Trung học Sarawithaya. Cô tốt nghiệp Cử nhân loại xuất sắc chuyên ngành Báo chí và Truyền thông đại chúng tại Đại học Thammasat với điểm số ấn tượng - GPA 3.85. Năm 2015, cô tốt nghiệp Thạc sĩ cùng chuyên ngành với điểm số GPA 3.5. Ngoài thành tích học tập đáng nể, cô còn thường xuyên tham gia các hoạt động ngoại khóa như làm hoạt náo viên, tham gia đội cổ vũ, đội trống, đội văn nghệ...

## Sự nghiệp
Bella bắt đầu sự nghiệp giải trí của mình với tư cách là người mẫu quảng cáo. Sau khoảng mười quảng cáo, cô đã kí hợp đồng và trở thành diễn viên độc quyền của đài Channel 3 vào năm 2011.
Năm 2013, Bella có vai chính đầu tiên và đề cử đầu tiên cho bộ phim Trò đùa của thượng đế, bộ phim đạt tỉ suất người xem cao thứ 5 trong số tất cả các bộ phim truyền hình khung giờ vàng được chiếu trên Channel 3 trong năm đó.
Sau khi Bác sĩ Puttipat được phát sóng, nó đã trở thành bộ phim được tìm kiếm nhiều nhất trên Google Thái Lan và xếp thứ 4 về tỉ suất người xem các bộ phim truyền hình khung giờ vàng năm 2013. Hơn nữa, nhờ những cảnh tình cảm lãng mạn của họ trong bộ phim, Bella và James Jirayu Tangsrisuk đã giành giải "Fantasy Couple of the Year" tại lễ trao giải Kerd Award 2.0. Cùng năm đó, Bella đóng vai chính thứ hai là một quý cô thanh lịch trong một bộ phim cổ trang từng đoạt giải thưởng, Đứa con của nô lệ. Kể từ đó, Bella đã chứng minh bản thân là một nữ diễn viên có thực lực, đặc biệt là trong các bộ phim truyền hình dài tập.
Năm 2014, cô vào vai "Nuernang", một vũ công truyền thống thành đạt trong phim truyền hình Lửa tình Chimplee.
Năm 2016, cô tái ngộ với Jirayu Tangsrisuk trong phim Cô vợ mẫu mực. Bộ phim đạt tỉ suất người xem cao thứ 2 năm 2016 của đài Channel 3.
Năm 2017, cô cùng với tài tử Nawat Kulrattanarak tham gia bộ phim tâm lý đầy phức tạp Ngọn lửa đức hạnh. Bộ phim đạt tỉ suất người xem cao nhất năm 2017 của đài Channel 3.
Năm 2018, cô tham gia bộ phim hài cổ trang xuyên không Ngược dòng thời gian để yêu anh với Thanawat Wattanaputi. Khi bộ phim đang phát sóng, bộ phim tạo được hiệu ứng rất mạnh mẽ không chỉ trên truyền hình mà còn trên diễn đàn cộng đồng mạng, cũng như quảng bá du lịch Thái Lan. Tỉ suất người xem trung bình mỗi tập lên đến 12.86% và kết thúc với tỉ suất 18.6% trên toàn quốc.
Độ nổi tiếng của Ngược dòng thời gian để yêu anh còn chưa kịp giảm thì cô lại một lần nữa khuấy động màn ảnh nhỏ với phim truyền hình mới Lồng nghiệp chướng vào năm 2019, đóng cặp với nam diễn viên Thakrit Tawanpong. Bộ phim khép lại sau 19 tập phim gay cấn, tỉ suất người xem cao nhất theo thống kê đạt 11.1%, riêng tập cuối ở khu vực Băng Cốc đạt 13.2%. Đây cũng là bộ phim đạt tỉ suất người xem cao nhất năm 2019 của đài Channel 3.
Năm 2020, cô tái hợp với tài tử Thanawat Wattanaputi trong phim Chiêu trò lừa gạt. Bộ phim được tìm kiếm nhiều nhất trên Google Thái Lan năm 2020 và đạt tỉ suất người xem cao thứ 3 năm 2020 của đài Channel 3.
Năm 2021, cô lần đầu đóng cặp với nam diễn viên tân binh Kongthap Yuttapichai trong bộ phim Hãy để tình yêu phán xét.
Năm 2022, cô tái hợp với nam diễn viên Thanawat Wattanaputi trong bộ phim Định mệnh (phần 2 của siêu phẩm Ngược dòng thời gian để yêu anh).

## Đời tư
Cô từng  hẹn hò với nam diễn viên Sukollawat Kanarot trực thuộc đài Channel 7. Người ta tin rằng họ bắt đầu hẹn hò vào năm 2013. Tuy nhiên, mãi đến năm 2017, cả hai mới công khai mối quan hệ của mình. Ngày 26/11/2021 cả hai thông báo đã chia tay, lý do dẫn đến việc Weir Sukollawat và Bella Ranee chia tay là vì trong quá khứ đã có những thay đổi để thích nghi với đối phương nhưng sau cùng họ đã không thể hòa hợp. Quyết định dừng lại là để họ lưu giữ những cảm xúc tốt đẹp với đối phương, không còn là người yêu nhưng vẫn sẽ là anh em, có những cuộc trò chuyện, thảo luận chia sẻ với nhau.

## Các phim đã tham gia

### Phim điện ảnh
| Năm       | Tên gốc           | Tên tiếng Việt                                       | Vai                             |
| --------- | ----------------- | ---------------------------------------------------- | ------------------------------- |
| 2012      | Friends Never Die | Tình bạn bất tử                                      | Dew                             |
| 2020      | E-Riam Sing       | Riam: Nữ quái nổi loạn                               | Riam                            |
| 2022      | Buppae Sanniwat 2 | Ngược dòng thời gian để yêu anh (phiên bản điện ảnh) | Gaysorn (Karakade / Kadesurang) |
| 2024      | Congrats My Ex!   | Tình cũ không rủ cũng chúc                           | Risa                            |
| hủy chiếu | Fatherland        |                                                      |                                 |

### Phim truyền hình
| Năm  | Tên gốc                             | Tên tiếng Việt                             | Vai                              | Đóng với                             | Đài |
| ---- | ----------------------------------- | ------------------------------------------ | -------------------------------- | ------------------------------------ | --- |
| 2011 | Roy Marn                            | Đừng hòng cưới anh                         | Methawee (May)                   | Ekkaphong Jongkesakorn               | CH3 |
| 2012 | Tawan Yod Rak                       | Cảnh sát chìm                              | Wiriya                           | Chanon Thibkanok                     | CH3 |
| 2013 | Porn Prom Onlaweng                  | Trò đùa của thượng đế                      | Tanyong Phanthakit (May)         | Pakorn Chatborirak                   | CH3 |
| 2013 | Khun Chai Puttipat                  | Bác sĩ Puttipat                            | Krongkaew Boonmee (Kaew)         | Jirayu Tangsrisuk                    | CH3 |
| 2013 | Khun Chai Rachanon                  | Kỹ sư Rachanon                             | Krongkaew Jutathep               | Jirayu Tangsrisuk                    | CH3 |
| 2013 | Khun Chai Ronapee                   | Ảo vọng giàu sang                          | Krongkaew Jutathep               | Jirayu Tangsrisuk                    | CH3 |
| 2014 | Look Tard                           | Đứa con của nô lệ                          | Namthip                          | Phupoom Pongpanu                     | CH3 |
| 2014 | Plerng Chimplee                     | Lửa tình Chimplee / Lửa tình trái ngang    | Nuea Nang                        | Atichart Chumnanon                   | CH3 |
| 2014 | Pope Rak                            | Hai thế giới, một tình yêu                 | Naamrin                          | Prin Suparat                         | CH3 |
| 2016 | Padiwaradda                         | Cô vợ mẫu mực                              | Rin Rapee                        | Jirayu Tangsrisuk                    | CH3 |
| 2016 | Wimarn Mekkala                      | Thiên đường Mekkala                        | Mekkala Wattanaboribarn          | Andrew Gregson                       | CH3 |
| 2017 | Plerng Boon                         | Ngọn lửa đức hạnh / Đam mê và tội lỗi      | Pimala Mithamorn (Pim)           | Nawat Kulrattanarak                  | CH3 |
| 2018 | Buppae Sanniwat                     | Ngược dòng thời gian để yêu anh            | Karakade / Kadesurang            | Thanawat Wattanaputi                 | CH3 |
| 2018 | Pee Kaew Nang Hong                  | Tiếng sáo nàng Hong / Tiếng sáo nàng Pikul | Pikul / Rarin                    | Warintorn Panhakarn                  | CH3 |
| 2019 | Krong Karm                          | Lồng nghiệp chướng                         | Reynu Atsawarungrueangkit        | Thakrit Tawanpong, Jirayu Tangsrisuk | CH3 |
| 2020 | Roy Leh Marnya                      | Chiêu trò lừa gạt                          | Pitcha / Aim Poomeesopon         | Thanawat Wattanaputi                 | CH3 |
| 2021 | Dare To Love: Hai Ruk Pipaksa       | Hãy để tình yêu phán xét                   | Thichakorn Pornpracha / "Thicha" | Kongthap Yuttapichai                 | CH3 |
| 2023 | Prom Likit                          | Định mệnh                                  | Puttarn / Karakade (Kadesurang)  | Thanawat Wattanaputi                 | CH3 |
| 2025 | Chao Khun Phi Kap I Nang Kham Duang | Đám Cưới Rắc Rối                           | Jirayu Tangsrisuk                |                                      | CH3 |

## Âm nhạc

### Ca khúc
| Năm  | Tên bài hát                                           | Ghi chú                                                                                                |
| ---- | ----------------------------------------------------- | --- |
| 2014 | หยุดเวลา                                               | Nhạc phim Hai thế giới, một tình yêu                                                                   |
| 2014 | รักที่ตามหา                                              | Nhạc phim Hai thế giới, một tình yêu                                                                   |
| 2014 | พบรักบนความต่าง                                         | Nhạc phim Hai thế giới, một tình yêu                                                                   |
| 2015 | ทุกอณูหัวใจ                                              | Nhạc phim Cô vợ mẫu mực                                                                                |
| 2016 | เพลงรักจากฉัน                                           | Nhạc phim Cô vợ mẫu mực                                                                                |
| 2016 | ใครคือดวงตะวันของเธอ                                    | Nhạc phim Cô vợ mẫu mực                                                                                |
| 2016 | Happy Birthday Channel 3                              | với Jirayu Tangsrisuk                                                                                  |
| 2016 | ถลำ / Talum                                           | với Sukrit Wisedkaew                                                                                   |
| 2016 | เซตแล้วตบ                                              | với Kimberley Anne Woltemas, Urassaya Sperbund, Rasri Balenciaga, Nittha Jirayungyurn, Ranida Techasit |
| 2016 | หัวใจให้เธอ                                             | với Jirayu Tangsrisuk                                                                                  |
| 2016 | เธอคือลมหายใจ                                          | với Phupoom Pongpanu                                                                                   |
| 2016 | แว้นฟ้อหล่อเฟี้ยว                                          | Concert kỉ niệm 46 năm đài Channel 3                                                                   |
| 2017 | มันคงเป็นความรัก - Concert từ thiện 'Love Is In The Air' | với Jirayu Tangsrisuk                                                                                  |
| 2017 | ความลับ                                                | Concert từ thiện 'Love Is In The Air'                                                                  |
| 2017 | คู่คอง                                                  | Concert từ thiện 'Love Is In The Air'                                                                  |
| 2017 | อาโบเดเบ                                              | Concert từ thiện 'Love Is In The Air'                                                                  |
| 2017 | หัวใจผูกกัน                                              | Concert từ thiện 'Love Is In The Air'                                                                  |
| 2018 | ซ่อนกลิ่น / Sorn Klin                                    | Ca sĩ thể hiện: PALMY                                                                                  |
| 2019 | รักติดไซเรน                                             | Nhạc phim My Ambulance phiên bản TVC Lazada (với Tor Thanapob)                                         |

## Giải thưởng và đề cử
| Năm  | Giải thưởng                                                       | Hạng mục                                                   | Tác phẩm được đề cử                                            | Kết quả   | Nguồn                       |
| ---- | ----------------------------------------------------------------- | ---------------------------------------------------------- | -------------------------------------------------------------- | --------- | --------------------------- |
| 2013 | Siam Dara Star Awards lần thứ 6                                   | Nữ diễn viên xuất sắc nhất (truyền hình)                   | Trò đùa của thượng đế                                          | Đề cử     |                             |
| 2013 | Siam Dara Star Awards lần thứ 6                                   | Nữ diễn viên mới xuất sắc nhất                             | Trò đùa của thượng đế                                          | Đề cử     |                             |
| 2013 | Siam Dara Star Awards lần thứ 6                                   | Nữ ngôi sao nổi tiếng                                      | —                                                              | Đề cử     |                             |
| 2013 | Kerd Awards lần thứ 2                                             | Fantasy Couple of the Year (với Jirayu Tangsrisuk)         | Bác sĩ Puttipat                                                | Đoạt giải |                             |
| 2013 | Seesan Bunturng Awards                                            | Nữ diễn viên nổi tiếng                                     | Bác sĩ Puttipat                                                | Đoạt giải | [ 12 ]                      |
| 2014 | G-member Awards                                                   | Cặp đôi ăn ý nhất (với Jirayu Tangsrisuk)                  | Bác sĩ Puttipat                                                | Đề cử     | [ 13 ]                      |
| 2014 | Kazz Awards lần thứ 8                                             | Nữ diễn viên hàng đầu                                      | Bác sĩ Puttipat                                                | Đề cử     | [ 14 ]                      |
| 2014 | Kazz Awards lần thứ 8                                             | Cặp đôi ăn ý nhất (với Jirayu Tangsrisuk)                  | Bác sĩ Puttipat                                                | Đề cử     | [ 14 ]                      |
| 2014 | Daradaily the Great Awards lần thứ 3                              | Nữ ngôi sao triển vọng                                     | Bác sĩ Puttipat                                                | Đoạt giải | [ 15 ]                      |
| 2014 | Daradaily the Great Awards lần thứ 3                              | Hot Girl of the Year                                       | —                                                              | Đề cử     |                             |
| 2014 | Mthai Top Talk Awards lần thứ 4                                   | Top Talk-About Actress                                     | Bác sĩ Puttipat                                                | Đề cử     |                             |
| 2014 | Department of Physical Education – Ministry of Tourism and Sports | Recreational Reward Prize                                  | —                                                              | Đoạt giải |                             |
| 2014 | Nine Entertain Awards lần thứ 7                                   | Public Favorite                                            | —                                                              | Đề cử     |                             |
| 2014 | Father's Day Honor Ceremony                                       | Oblige Child Example of the Year                           | —                                                              | Đoạt giải |                             |
| 2014 | Seesan Bunturng Awards                                            | Nữ diễn viên nổi tiếng                                     | Đứa con của nô lệ Lửa tình Chimplee Hai thế giới, một tình yêu | Đoạt giải |                             |
| 2014 | EFM Awards lần thứ 1                                              | Diễn viên được yêu thích nhất – tháng 3                    | Đứa con của nô lệ                                              | Đề cử     |                             |
| 2014 | EFM Awards lần thứ 1                                              | Diễn viên được yêu thích nhất – tháng 12                   | Hai thế giới, một tình yêu                                     | Đoạt giải |                             |
| 2015 | Daradaily the Great Awards lần thứ 4                              | Hot Girl of the Year                                       | —                                                              | Đề cử     | [ 16 ]                      |
| 2015 | Nine Entertain Awards lần thứ 8                                   | Public Favorite                                            | —                                                              | Đề cử     |                             |
| 2015 | Kazz Awards lần thứ 9                                             | Nữ diễn viên hàng đầu                                      | Đứa con của nô lệ                                              | Đề cử     | [ 17 ]                      |
| 2015 | Kom Chad Luek Awards lần thứ 12                                   | Popular Vote – Actress                                     | Đứa con của nô lệ                                              | Đoạt giải |                             |
| 2015 | Siam Dara Stars Awards lần thứ 8                                  | Nữ ngôi sao được yêu thích                                 | —                                                              | Đề cử     |                             |
| 2015 | Star's Light Awards                                               | Charming Girl                                              | —                                                              | Đoạt giải | [ 18 ]                      |
| 2016 | Mekkala Star Awards lần thứ 4                                     | Nữ diễn viên xuất sắc                                      | Hai thế giới, một tình yêu                                     | Đoạt giải | [ 19 ]                      |
| 2016 | Kazz Awards lần thứ 10                                            | Nữ diễn viên hàng đầu                                      | Hai thế giới, một tình yêu                                     | Đoạt giải | [ 20 ] [ 21 ]               |
| 2016 | Kazz Awards lần thứ 10                                            | Top Girl of the Year                                       | —                                                              | Đoạt giải | [ 20 ] [ 21 ]               |
| 2016 | Kazz Awards lần thứ 10                                            | Cặp đôi ăn ý nhất (với Jirayu Tangsrisuk)                  | —                                                              | Đề cử     | [ 20 ] [ 21 ]               |
| 2016 | Nine Entertain Awards lần thứ 9                                   | Public Favorite                                            | —                                                              | Đề cử     |                             |
| 2016 | Kom Chad Luek Awards lần thứ 13                                   | Popular Vote – Actress                                     | Hai thế giới, một tình yêu                                     | Đoạt giải |                             |
| 2016 | Dara Inside Awards lần thứ 1                                      | Nữ diễn viên được yêu thích                                | Cô vợ mẫu mực                                                  | Đoạt giải | [ 22 ]                      |
| 2016 | Dara Inside Awards lần thứ 1                                      | Cặp đôi ăn ý nhất (với Jirayu Tangsrisuk)                  | Cô vợ mẫu mực                                                  | Đoạt giải | [ 23 ]                      |
| 2016 | Maya Awards lần thứ 2                                             | Nữ diễn viên xuất sắc nhất (truyền hình)                   | Cô vợ mẫu mực                                                  | Đề cử     | [ 24 ]                      |
| 2016 | Maya Awards lần thứ 2                                             | Cặp đôi ăn ý nhất (với Jirayu Tangsrisuk)                  | Cô vợ mẫu mực                                                  | Đề cử     | [ 25 ]                      |
| 2016 | Siam Dara Stars Awards lần thứ 9                                  | Nữ ngôi sao được yêu thích                                 | —                                                              | Đề cử     |                             |
| 2017 | Daradaily the Great Awards lần thứ 6                              | Hot Girl of the Year                                       | —                                                              | Đề cử     | [ 26 ]                      |
| 2017 | Daradaily the Great Awards lần thứ 6                              | Nữ diễn viên xuất sắc nhất (truyền hình)                   | Cô vợ mẫu mực                                                  | Đề cử     | [ 26 ]                      |
| 2017 | Mthai Top Talk Awards lần thứ 7                                   | Top Talk-About Actress                                     | Cô vợ mẫu mực                                                  | Đề cử     |                             |
| 2017 | Kazz Awards lần thứ 11                                            | Nữ diễn viên hàng đầu                                      | Cô vợ mẫu mực                                                  | Đề cử     | [ 27 ]                      |
| 2017 | Kazz Awards lần thứ 11                                            | Cặp đôi ăn ý nhất (với Jirayu Tangsrisuk)                  | Cô vợ mẫu mực                                                  | Đề cử     | [ 27 ]                      |
| 2017 | Kom Chad Luek Awards lần thứ 14                                   | Popular Vote – Actress                                     | Cô vợ mẫu mực                                                  | Đoạt giải |                             |
| 2017 | Maya Awards lần thứ 3                                             | Charming Girl                                              | —                                                              | Đề cử     | [ 28 ]                      |
| 2017 | Maya Awards lần thứ 3                                             | Cặp đôi ăn ý nhất (với Jirayu Tangsrisuk)                  | —                                                              | Đề cử     | [ 29 ]                      |
| 2017 | Dara Inside Awards lần thứ 2                                      | Nữ diễn viên được yêu thích                                | Thiên đường Mekkala                                            | Đề cử     | [ 30 ]                      |
| 2017 | Dara Inside Awards lần thứ 2                                      | Cặp đôi ăn ý nhất (với Jirayu Tangsrisuk)                  | —                                                              | Đoạt giải | [ 31 ]                      |
| 2018 | Star's Light Awards                                               | Nữ diễn viên chính quyến rũ                                | Ngọn lửa đức hạnh                                              | Đoạt giải | [ 32 ]                      |
| 2018 | Howe Awards lần thứ 6                                             | Nữ diễn viên xuất sắc nhất                                 | Ngọn lửa đức hạnh                                              | Đoạt giải |                             |
| 2018 | Mthai Top Talk Awards lần thứ 8                                   | Top Talk-About Actress                                     | Ngọn lửa đức hạnh                                              | Đề cử     |                             |
| 2018 | Press Awards                                                      | Nữ diễn viên được yêu thích nhất                           | Ngược dòng thời gian để yêu anh                                | Đoạt giải | [ 33 ]                      |
| 2018 | Kazz Awards lần thứ 12                                            | Nữ diễn viên hàng đầu                                      | Ngọn lửa đức hạnh                                              | Đề cử     | [ 34 ] [ 35 ]               |
| 2018 | Kazz Awards lần thứ 12                                            | Public Favorite – Female                                   | —                                                              | Đoạt giải | [ 34 ] [ 35 ]               |
| 2018 | Kazz Awards lần thứ 12                                            | Top Girl of the Year                                       | —                                                              | Đoạt giải | [ 34 ] [ 35 ]               |
| 2018 | Daradaily the Great Awards lần thứ 7                              | Hot Girl of the Year                                       | —                                                              | Đề cử     | [ 36 ]                      |
| 2018 | Daradaily the Great Awards lần thứ 7                              | Popular Vote – Female                                      | —                                                              | Đoạt giải | [ 36 ]                      |
| 2018 | Nine Entertain Awards lần thứ 11                                  | Nữ diễn viên xuất sắc nhất                                 | Ngọn lửa đức hạnh                                              | Đề cử     |                             |
| 2018 | Nine Entertain Awards lần thứ 11                                  | Public Favorite                                            | —                                                              | Đoạt giải |                             |
| 2018 | Siam Dara Star Awards lần thứ 10                                  | Nữ diễn viên xuất sắc nhất (truyền hình)                   | Ngược dòng thời gian để yêu anh                                | Đề cử     | [ 37 ] [ 38 ] [ 39 ]        |
| 2018 | Siam Dara Star Awards lần thứ 10                                  | Nữ diễn viên được yêu thích                                | Ngược dòng thời gian để yêu anh                                | Đoạt giải | [ 37 ] [ 38 ] [ 39 ]        |
| 2018 | Maya Awards lần thứ 4                                             | Nữ diễn viên xuất sắc nhất (truyền hình)                   | Ngược dòng thời gian để yêu anh                                | Đoạt giải | [ 40 ]                      |
| 2018 | Maya Awards lần thứ 4                                             | Charming Girl                                              | —                                                              | Đoạt giải | [ 41 ]                      |
| 2018 | Dara Inside Awards lần thứ 3                                      | Nữ diễn viên xuất sắc nhất                                 | Ngược dòng thời gian để yêu anh                                | Đoạt giải |                             |
| 2018 | Dara Inside Awards lần thứ 3                                      | Nữ diễn viên được yêu thích                                | Ngược dòng thời gian để yêu anh                                | Đề cử     | [ 42 ]                      |
| 2018 | Dara Inside Awards lần thứ 3                                      | Cặp đôi ăn ý nhất (với Thanawat Wattanaputi)               | Ngược dòng thời gian để yêu anh                                | Đề cử     | [ 43 ]                      |
| 2018 | Thailand Headlines Person of the Year lần thứ 6                   | Popular Award (với Thanawat Wattanaputi)                   | Ngược dòng thời gian để yêu anh                                | Đoạt giải | [ 44 ] [ 45 ]               |
| 2018 | OK! Awards lần thứ 12                                             | Male Heartthrob                                            | —                                                              | Đoạt giải | [ 46 ] [ 47 ]               |
| 2018 | OK! Awards lần thứ 12                                             | Spotlight                                                  | Ngược dòng thời gian để yêu anh                                | Đoạt giải | [ 46 ] [ 47 ]               |
| 2018 | White TV Awards lần thứ 1                                         | Nữ diễn viên xuất sắc nhất                                 | Ngược dòng thời gian để yêu anh                                | Đề cử     | [ 48 ] [ 49 ] [ 50 ] [ 51 ] |
| 2018 | Khoa Báo chí và Truyền thông – Đại học Thammasat                  | Outstanding Alumni Award                                   | —                                                              | Đoạt giải | [ 52 ]                      |
| 2018 | ET Thailand Awards lần thứ 1                                      | Public Favorite Entertainment Darling                      | —                                                              | Đề cử     | [ 53 ]                      |
| 2018 | Seesan Bunturng Awards                                            | Nữ diễn viên xuất sắc nhất                                 | Ngược dòng thời gian để yêu anh                                | Đoạt giải |                             |
| 2018 | Seesan Bunturng Awards                                            | Cặp đôi ăn ý nhất (với Thanawat Wattanaputi)               | Ngược dòng thời gian để yêu anh                                | Đoạt giải |                             |
| 2018 | Seesan Bunturng Awards                                            | Best Ensemble Cast                                         | Ngược dòng thời gian để yêu anh                                | Đoạt giải |                             |
| 2019 | Dara Variety Awards                                               | Public Favorite Star – Female                              | Ngược dòng thời gian để yêu anh                                | Đoạt giải |                             |
| 2019 | LINE TV Awards lần thứ 2                                          | Best Viral Scene                                           | Ngược dòng thời gian để yêu anh                                | Đoạt giải | [ 54 ] [ 55 ] [ 56 ]        |
| 2019 | LINE TV Awards lần thứ 2                                          | Cảnh hôn xuất sắc nhất (với Thanawat Wattanaputi)          | Ngược dòng thời gian để yêu anh                                | Đề cử     | [ 54 ] [ 55 ] [ 56 ]        |
| 2019 | LINE TV Awards lần thứ 2                                          | Cảnh hài xuất sắc nhất                                     | Ngược dòng thời gian để yêu anh                                | Đoạt giải | [ 54 ] [ 55 ] [ 56 ]        |
| 2019 | LINE TV Awards lần thứ 2                                          | Cặp đôi ăn ý nhất (với Thanawat Wattanaputi)               | Ngược dòng thời gian để yêu anh                                | Đề cử     | [ 54 ] [ 55 ] [ 56 ]        |
| 2019 | Royal Society of Thailand Awards                                  | Nữ chính xuất sắc nhất                                     | Ngược dòng thời gian để yêu anh                                | Đoạt giải |                             |
| 2019 | TV Gold Awards lần thứ 33                                         | Nữ diễn viên xuất sắc nhất                                 | Ngược dòng thời gian để yêu anh                                | Đoạt giải | [ 57 ] [ 58 ] [ 59 ] [ 60 ] |
| 2019 | TV Gold Awards lần thứ 33                                         | Nữ ngôi sao xuất sắc nhất                                  | Ngược dòng thời gian để yêu anh                                | Đề cử     | [ 57 ] [ 58 ] [ 59 ] [ 60 ] |
| 2019 | Thailand Zocial Awards lần thứ 7                                  | Best Entertainment On Social Media – Actress               | Ngược dòng thời gian để yêu anh                                | Đoạt giải | [ 61 ]                      |
| 2019 | Kom Chad Luek Awards lần thứ 15                                   | Nữ diễn viên xuất sắc nhất (truyền hình)                   | Ngược dòng thời gian để yêu anh                                | Đề cử     | [ 62 ] [ 63 ] [ 64 ]        |
| 2019 | Kom Chad Luek Awards lần thứ 15                                   | Popular Vote – Actress                                     | Ngược dòng thời gian để yêu anh                                | Đoạt giải | [ 62 ] [ 63 ] [ 64 ]        |
| 2019 | Mthai Top Talk Awards lần thứ 9                                   | Top Talk-About Actress                                     | Ngược dòng thời gian để yêu anh                                | Đoạt giải |                             |
| 2019 | Kazz Awards lần thứ 13                                            | Nữ diễn viên hàng đầu                                      | Ngược dòng thời gian để yêu anh                                | Đề cử     |                             |
| 2019 | Kazz Awards lần thứ 13                                            | Superstar Award – Nữ                                       | —                                                              | Đoạt giải |                             |
| 2019 | Kazz Awards lần thứ 13                                            | Popular Vote                                               | —                                                              | Đề cử     |                             |
| 2019 | Kazz Awards lần thứ 13                                            | Cặp đôi ăn ý nhất (với Thanawat Wattanaputi)               | Ngược dòng thời gian để yêu anh                                | Đề cử     |                             |
| 2019 | Daradaily the Great Awards lần thứ 8                              | Nữ diễn viên xuất sắc nhất (truyền hình)                   | Ngược dòng thời gian để yêu anh                                | Đoạt giải | [ 65 ]                      |
| 2019 | Daradaily the Great Awards lần thứ 8                              | Hot Girl of the Year                                       | —                                                              | Đề cử     | [ 65 ]                      |
| 2019 | Nine Entertain Awards lần thứ 12                                  | Public Favorite                                            | —                                                              | Đề cử     |                             |
| 2019 | Nine Entertain Awards lần thứ 12                                  | Nữ diễn viên xuất sắc nhất                                 | Ngược dòng thời gian để yêu anh                                | Đoạt giải |                             |
| 2019 | Nataraj Awards lần thứ 10                                         | Nữ diễn viên xuất sắc nhất                                 | Ngược dòng thời gian để yêu anh                                | Đoạt giải |                             |
| 2019 | Nataraj Awards lần thứ 10                                         | Best Ensemble Cast                                         | Ngược dòng thời gian để yêu anh                                | Đề cử     |                             |
| 2019 | Maya Awards lần thứ 5                                             | Nữ diễn viên xuất sắc nhất (truyền hình)                   | Lồng nghiệp chướng                                             | Đề cử     | [ 66 ]                      |
| 2019 | Maya Awards lần thứ 5                                             | Charming Girl                                              | —                                                              | Đề cử     | [ 67 ]                      |
| 2019 | Maya Awards lần thứ 5                                             | Cặp đôi ăn ý nhất (với Sukollawat Kanarot)                 | —                                                              | Đề cử     | [ 68 ]                      |
| 2019 | Dara Inside Awards lần thứ 4                                      | Nữ diễn viên được yêu thích                                | Lồng nghiệp chướng                                             | Đề cử     |                             |
| 2019 | Great Stars Social Awards lần thứ 3                               | Nữ ngôi sao xuất sắc nhất của năm                          | —                                                              | Đề cử     |                             |
| 2019 | Seesan Bunturng Awards                                            | Best Mother-in-law & Daughter-in-law (với Mai Charoenpura) | Lồng nghiệp chướng                                             | Đoạt giải |                             |
| 2019 | Zoomdara New Year Awards lần thứ 1                                | Zoom Female Lead                                           | Lồng nghiệp chướng                                             | Đề cử     |                             |
| 2020 | Thailand Zocial Awards lần thứ 8                                  | Best Entertainment On Social Media – Actress               | Lồng nghiệp chướng                                             | Đoạt giải |                             |
| 2020 | Kom Chad Luek Awards lần thứ 16                                   | Nữ diễn viên xuất sắc nhất (truyền hình)                   | Lồng nghiệp chướng                                             | Đề cử     |                             |
| 2020 | Kom Chad Luek Awards lần thứ 16                                   | Popular Vote – Actress                                     | Lồng nghiệp chướng                                             | Đề cử     |                             |
| 2020 | Kazz Awards lần thứ 14                                            | Popular Vote                                               | —                                                              | Đề cử     |                             |
| 2020 | Nataraj Awards lần thứ 11                                         | Best Ensemble Cast                                         | Lồng nghiệp chướng                                             | Đoạt giải |                             |
| 2020 | Maya Awards lần thứ 6                                             | Charming Girl                                              | —                                                              | Đề cử     |                             |
| 2020 | Maya Awards lần thứ 6                                             | Cặp đôi ăn ý nhất (với Sukollawat Kanarot)                 | —                                                              | Đề cử     |                             |